# (34862) 2001 TX79
2001 TX79 (asteroide 34862) é um asteroide da cintura principal. Possui uma excentricidade de 0.14128620 e uma inclinação de 5.43774º.
Este asteroide foi descoberto no dia 13 de outubro de 2001 por LINEAR em Socorro.